# 1762
| 1762               |
| ------------------ |
| Dødsfald - Fødsler |
| • Begivenheder     |

| Gregoriansk kalender | 1762 MDCCLXII           |
| Ab urbe condita      | 2515                    |
| Armensk kalender     | 1211 ԹՎ ՌՄԺԱ            |
| Kinesiske kalender   | 4458 – 4459 辛巳 – 壬午 |
| Etiopisk kalender    | 1754 – 1755             |
| Jødisk kalender      | 5522 – 5523             |
| Hindukalendere       |                         |
| - Vikram Samvat      | 1817 – 1818             |
| - Shaka Samvat       | 1684 – 1685             |
| - Kali Yuga          | 4863 – 4864             |
| Iransk kalender      | 1140 – 1141             |
| Islamisk kalender    | 1176 – 1177             |

Konge i Danmark: Frederik 5. 1746-1766
Se også 1762 (tal)

## Begivenheder
- Storbritannien erklærer Spanien krig
- 9. juli - Katharina den Store bliver Kejserinde af Rusland efter et kup mod sin ægtefælle Peter 3., der kort efter myrdes

## Født
- 10. april - Giovanni Aldini,  italiensk videnskabsmand (død 1834).

## Dødsfald
- Werner Dam, der har inspireret til navnet Værnedamsvej, hvor han havde et populært traktørsted.
- 5. januar – Elisabeth, russisk kejserinde fra 1741. (født 1709).